# البديهيات الدنيا للجبر البولياني
البديهيات الدنيا للجبر البولياني في مجال المنطق الرياضي، تُعتبر البديهيات الدنيا للجبر البولياني الافتراضات الأساسية التي تعادل المبادئ الرئيسية للجبر البولياني (أو حساب القضايا)، والتي تم اختيارها لتكون في أبسط وأقصر صورة ممكنة.

## البديهيات
على سبيل المثال، البديهية التي تضم ست عمليات NAND وثلاثة متغيرات تعادل الجبر البولياني.
{\displaystyle ((a\mid b)\mid c)\mid (a\mid ((a\mid c)\mid a))=c}
حيث يُمثل الشريط الرأسي عملية NAND المنطقية، والتي تعرف أيضًا بضربة شيفر (Sheffer).
تُعد هذه واحدة من 25 بديهية مرشحة لهذه الخاصية التي حددها ستيفن ولفرام، من خلال تعداد هويات شيفر التي لا يتجاوز طولها 15 عنصرًا (باستثناء الصور المعكوسة)، والتي لا تحتوي على نماذج غير تبادلية لأربعة متغيرات أو أقل. وقد تم إثبات مكافأتها لأول مرة بواسطة ويليام ماكون، وبراندن فيتلسون، ولاري ووس. وقد أطلق موقع MathWorld، المرتبط بـ Wolfram، على هذه البديهية اسم "بديهية ولفرام". كما اكتشف ماكون وآخرون بديهية أطول للجبر البولياني تعتمد على الانفصال والنفي.
في عام 1933، قام إدوارد فيرميلي هنتنغتون بتحديد هذه البديهية.
{\displaystyle {\neg ({\neg x}\lor {y})}\lor {\neg ({\neg x}\lor {\neg y})}=x}
باعتباره مكافئًا للجبر البولياني، وعند دمجه مع خاصية التبديلية في عملية OR ، {\displaystyle x\lor y=y\lor x} ، وكذلك افتراض الترابطية، حيث، {\displaystyle (x\lor y)\lor z=x\lor (y\lor z)} . 
توقع هربرت روبنز أن بديهية هنتنغتون يمكن أن تُستبدل بهذه.
{\displaystyle \neg (\neg (x\lor y)\lor \neg (x\lor {\neg y}))=x,}
يتطلب هذا استخدامًا أقل لمشغل النفي المنطقي ¬. لم يتمكن كل من روبينز وهنتنغتون من إثبات هذا التخمين، كما أن ألفريد تارسكي، الذي أبدى اهتمامًا كبيرًا بهذا الموضوع في وقت لاحق، لم يتمكن من إثباته أيضًا. في النهاية، تم إثبات التخمين في عام 1996. بمساعدة برنامج لإثبات النظريات. أثبت هذا الدليل أن بديهية روبينز، إلى جانب الترابطية والتبديلية، تشكل أساسًا ثلاثيًا للجبر البولياني. كما تم إثبات وجود أساس 2 في عام 1967 بواسطة كارو آرثر ميريديث.
{\displaystyle \neg ({\neg x}\lor y)\lor x=x,}
{\displaystyle \neg ({\neg x}\lor y)\lor (z\lor y)=y\lor (z\lor x).}
في العام التالي، اكتشف ميريديث أساسًا مكونًا من 2 يتعلق بسكتة شيفر. 
{\displaystyle (x\mid x)\mid (y\mid x)=x,}
{\displaystyle x|(y\mid (x\mid z))=((z\mid y)\mid y)\mid x.}
في عام 1973، أظهر بادمانابهان وكواكنبوش طريقة يمكن أن تؤدي، من حيث المبدأ، إلى إنتاج أساس واحد للجبر البولياني.  أدى تطبيق هذه الطريقة بشكل مباشر إلى الحصول على "بديهيات ذات طول هائل"، مما يعكس تعقيد هذه الأساليب في تطوير الأساسيات للجبر البولياني. مما أثار التساؤل حول كيفية العثور على بديهيات أقصر. وقد أسفر هذا البحث عن العثور على الأساس 1 فيما يتعلق بضربة شيفر المذكورة أعلاه، بالإضافة إلى الأساس 1 آخر.
{\displaystyle \neg (\neg (\neg (x\lor y)\lor z)\lor \neg (x\lor \neg (\neg z\lor \neg (z\lor u))))=z,}